# قلعه‌نو (مه‌ولات)
قلعه‌نو (مه ولات)، روستایی از توابع بخش شادمهر شهرستان مه ولات و دهستان ازغند در استان خراسان رضوی ایران است.

## جمعیت
این روستا در دهستان ازغند قرار دارد و براساس سرشماری مرکز آمار ایران در سال ۱۳۸۵، جمعیت آن ۳۵۹ نفر (۷۹خانوار) بوده‌است.